# Wroxall, Warwickshire
Wroxall är en ort i Beausale, Haseley, Honiley and Wroxall, Warwick, Storbritannien. Den ligger i grevskapet Warwickshire och riksdelen England, i den södra delen av landet, 140 km nordväst om huvudstaden London. Wroxall ligger 131 meter över havet och antalet invånare är 1 927. Wroxall var en civil parish fram till 2007 när blev den en del av Beausale, Haseley, Honiley and Wroxall. Civil parish hade 144 invånare år 1961.
Terrängen runt Wroxall är huvudsakligen platt. Wroxall ligger uppe på en höjd. Runt Wroxall är det ganska tätbefolkat, med 124 invånare per kvadratkilometer. Närmaste större samhälle är Coventry, 13,1 km nordost om Wroxall. Trakten runt Wroxall består till största delen av jordbruksmark.